# Marguerite Martel
Pour les articles homonymes, voir Martel.
Marguerite Martel, née le 19 juillet 1924 à Confolens et morte le 1er mars 2023 à Saint-Georges-de-Didonne, est une athlète française.

## Carrière
Marguerite Martel évolue en club à l'ESP Poitiers EC, au Stade poitevin et à l'US Saintes.
Elle est éliminée en qualifications du saut en longueur aux Jeux olympiques d'été de 1948 à Londres et termine cinquième du pentathlon aux Championnats d'Europe d'athlétisme 1950 à Bruxelles. Elle est sacrée championne de France de saut en longueur en 1948.